# Capilla de Nuestra Señora del Cabo
La Capilla de Nuestra Señora del Cabo  se sitúa en la freguesia de Algés, municipio de Oeiras. Se dice que fue mandada construir por el Padre António Xavier Ligeiro (que se encuentra sepultado debajo del altar mayor). 
La capilla es referenciada en 1865 y 1872 en notas, respectivamente, de los padres Francisco Figueira y Pinho Leal. Con todo en ambos casos no son dadas informaciones sobre su fundación, aspecto o localización exacta. Dado su aspecto general actual, y sus características, se especula sobre que el edifício actual habría sido reconstruido después del terremoto de Lisboa.
En cualquier caso, la capilla en la fecha de su construcción tendría vista sobre el Cabo Espichel (hoy obstruida por las construcciones modernas), donde existe igualmente una capilla (el Santuario de Nossa Senhora da Pedra Mua) dedicada a Nuestra Señora del Cabo. Dado que entonces en Algés una parte grande de la población serían pescadores, es probable que el local y la dedicación a Nuestra Señora del Cabo estén de alguna forma ligados al santuario en Espichel, todavía hoy lugar de devoción y romería anual por mar de los pescadores de Sesimbra, por ejemplo.
Más recientemente, en 1991, fue objeto de restauración por parte del Ayuntamiento de Oeiras.